# کیمل
کیمل (به عربی: کیمل) یک شهرداری در الجزایر است که در استان باتنه واقع شده‌است.